# 十字园蛛
十字園蛛（學名：Araneus diadematus），又名園圃蜘蛛、花園十字蛛或園蛛，是一種在西歐很普遍的鬼蛛屬。牠們亦分佈在北美洲，由新英格蘭及美國東南部至西北部及毗鄰的加拿大。

## 特徵
十字園蛛的體色可以由極淺黃色至深灰色不等，但所有的背上都有五個或以上的白色斑點，形成一個十字。這些白點是一些細胞充滿了鳥嘌呤，鳥嘌呤是分解蛋白質時的副產物。
十字園蛛的第三對腳專門用來織蜘蛛網，並以此在網上行走。這對腳在網上才有功用，若在地上則不怎麼會用到。

## 行為
十字園蛛受到威脅時會摩擦發聲。牠們較為被動，很少會因刺激而咬人。但就算咬人，只會造成一陣不舒服的感覺，且對人沒有害。
十字園蛛的蜘蛛網是由一隻較大的雌蛛所織成，牠們往往頭向下垂，在網上等待獵物的來到。十字園蛛每晚會將自己的網連同很多細小的昆蟲一同吃下。牠們可以在幾分鐘內吃下，第二天早上織成另一個新的網。
細小的雄蛛交配時會很小心的走近雌蛛。若不小心，就會被雌蛛吃下。

## 外部連結
- 十字園蛛的近鏡相片（页面存档备份，存于）
- Nick's Spiders of Britain and Europe
- The Garden Safari（页面存档备份，存于）
- Spiders of NW-Europe（页面存档备份，存于）
- World Spider Catalog（页面存档备份，存于）
- 十字園蛛攝食時的相片（页面存档备份，存于）